# Combate de Calvario
El combate de Calvario fue un enfrentamiento militar librado en 1824 en el contexto de la campaña de Pasto, entre fuerzas patriotas y realistas, acabando con la victoria de las primeras.

## Antecedentes
Victoriosos, los pastusos intentaron tomar Barbacoas para tener un puerto en el océano Pacífico pero fueron vencidos. Después de esto, el ejército patriota en Túquerres fue puesto al mando del general José Mires, quien ordenó avanzar con 2.500 soldados contra las defensas realistas, formadas por 1.500 efectivos, en el río Guáitara (12 de diciembre). Después de forzarlas exitosamente, persiguió a los vencidos hasta el pueblo de Yaquanquer. Los realistas intentaron reorganizarse en Cebadal, pero nuevamente fueron desalojados, esta vez por el coronel Flores que mandaba la vanguardia republicana, y tuvieron que abandonar San Juan de Pasto con rumbo a Tambo Pintado (13 de diciembre). Finalmente, en la media noche del 14 de diciembre, los republicanos entraron en la ciudad.
Al día siguiente, Mires publicó una oferta de indulto a todo aquel que entregara las armas en los próximos tres días pero amenazando con ejecutar a todo el capturado después de ese plazo; nadie se presentó. El 2 de enero de 1824 hizo la misma proclama, ofreciendo dinero a todo el que entregara un arma, pero también fracasó. Fue entonces que Mires decidió atacar Chorrillo, donde se habían fortificado 400 monárquicos, pero estos últimos se retiraron a Chaguarbamba, lugar al que Mires les siguió, sucediendo lo mismo.

## Combate
Los realistas aprovecharon la distracción para escabullirse y atacar San Juan, donde habían quedado 300 soldados y 2 piezas de artillería a cargo del mayor Juan Bautista Arévalo en el fortín Calvario, en el pueblo de Aranda, donde los republicanos se parapetaron en tapias, zanjas y sembríos mientras la población civil se refugiaba en la villa. Finalmente, después de ser vencidos en Catambuco el 7 de enero, los realistas dispersaron en tres guerrillas: Agualongo a Tambo Pintado y Enríquez y Segovia a Funez y Pueblo Negro. Desde esos lugares volvieron a Los Pastos, específicamente a Sapúyes, donde estaba el cabecilla José Benavides.

## Consecuencias
Sin embargo, hasta allí los siguió Mires con 500 infantes y 100 jinetes, a los que se sumó una columna a las órdenes del general José de Jesús Barreto, quien venía de Ipiales. Sin embargo, poco después hubo un combate donde 150 patriotas fueron vencidos. Luego, los realistas se reorganizaron en Gualmatán, donde fueron nuevamente atacados y vencidos por Mires. Dando la rebelión por vencida, volvió a Quito y dejó a cargo al coronel Juan José Flores.